# Ingrid Roitzsch
Ingrid Roitzsch, geb. Höhle (* 30. Juli 1940 in München; † 31. Januar 2011), war eine deutsche Politikerin (CDU).
Sie war von 1992 bis 1993 parlamentarische Staatssekretärin beim Bundesminister der Verteidigung.

## Ausbildung und Beruf
Nach dem Abitur am neusprachlichen Gutenberg-Gymnasium in Wiesbaden 1961 begann Ingrid Roitzsch ein Studium der Rechtswissenschaft und der Zeitungswissenschaften. Sie verbrachte außerdem ein Jahr an der Universität Angers/Frankreich, wo sie das Diplom de français pratique erwarb. Anschließend begann sie ein Volontariat beim Pinneberger Tageblatt und arbeitete dort von 1971 bis 1980 als Redakteurin.

## Familie
Ingrid Roitzsch war seit 1963 verheiratet, hatte zwei Kinder und wohnte zuletzt in Quickborn. Ihr Onkel war der stellvertretende Inspekteur des Heeres Generalleutnant Karl Wilhelm Thilo.

## Partei
Seit 1970 war sie Mitglied der CDU. Ab 1971 gehörte sie dem CDU-Kreisvorstand Pinneberg und ab 1981 dem CDU-Landesvorstand in Schleswig-Holstein an.

## Abgeordnete
Von 1978 bis 1980 gehörte Ingrid Roitzsch dem Kreistag des Kreises Pinneberg an.
Von 1980 bis 1994 war sie Mitglied des Deutschen Bundestages. Hier war sie von 1987 bis 1992 parlamentarische Geschäftsführerin der CDU/CSU-Bundestagsfraktion.
Roitzsch war 1980 über die Landesliste Schleswig-Holstein und danach stets als direkt gewählte Abgeordnete des Wahlkreises Pinneberg in den Bundestag eingezogen. Der damalige CDU-Kandidat Rainer Ute Harms hatte 1980 nicht gegen Reinhard Ueberhorst von der SPD gewinnen können, 1982 wurde Roitzsch seine Nachfolgerin als CDU-Kandidat des Wahlkreises.

## Öffentliche Ämter
Sie begann ihre politischen Laufbahn in Quickborn und war dort von 1971 bis 1977 im Ausschuss für Schule und Kultur. Es folgte anschließend bis Oktober 1980 eine Mitgliedschaft im Ausschuss für Wirtschaft, Verkehr und Umweltfragen.
Am 8. April 1992 wurde Roitzsch als parlamentarische Staatssekretärin beim Bundesminister der Verteidigung in die von Bundeskanzler Helmut Kohl geführte Bundesregierung berufen. Anlässlich einer Kabinettsumbildung schied sie jedoch schon am 22. Januar 1993 aus dem Amt. Einen Wechsel in das Familienministerium lehnte sie ab. Ingrid Roitzsch setzte sich für die Abschaffung des Abtreibungsverbots ein und unterstützte die Gleichberechtigung der Frauen. Roitzsch scheute auch nicht den Streit mit der eigenen Partei und der Kirche. Wegen einseitiger politischer Haltung drohte sie der evangelischen Kirche mit ihrem Austritt. Ingrid Roitzsch war bekennende Raucherin und arbeitete nach ihrer politischen Karriere für die Zigarettenindustrie.